# Дуранкулак
Дурàнкулак е село в Североизточна България. Административно се намира в община Шабла, област Добрич. Старото име е Блатница, в Румъния го наричат Ръкари.

## География
Дуранкулак е най-крайната североизточна населена точка в България, последното село на Българското Черноморие преди северната граница . Центърът му се намира на 6 km южно от границата с Румъния и на 3 km от Черно море. Като най-източно разположено селище на България (489,357 km на изток по въздушна линия от София), Слънцето изгрява (съответно – залязва) приблизително 18 минути по-рано, отколкото в София, Благоевград, Враца или Видин. Дуранкулак е най-голямото село в община Шабла както по брой на жителите, така и по землището си от почти 30 km².
Езерото на югоизток („Блатото“) и блатото на североизток („Карталèца“) са свързани чрез обрасло тресавище и изоставени рибарници. Тази мочурлива ивица, успоредна на морския бряг, достига до с. Ваклино и прегражда прекия достъп от Дуранкулак до морето, освен по най-краткия път към къмпинг „Космос“ (5 km от центъра на селото), където има два плажа – северен и южен.
Северният плаж, дълъг около 3 km, стига до източния край на сухоземната граница с Румъния. Местното му име е „Кораба“ или „Ана Мария“, по името на заседнал там през февруари 1969 г. кораб, чиито останки все още личат на 20–30 m от брега. По-на север се виждат останки от заседнал руски шлеп. В северния край на залива дъното рязко се спуска, откъдето идва и названието „Дълбокия кой“.
Южно от къмпинг „Космос“ се простира плажна ивица с дължина 6,5 km, достигаща на 2 km от с. Крапец. Тя изпълнява ролята на бент, задържащ сладката вода, образуваща Дуранкулашкото езеро. Пред южната ѝ част, на 300 m от брега, се виждат останки от гръцкия кораб „Костас“, заседнал през 1968 г. На морското дъно пред двата плажа лежат останки от кораби от различни епохи, а вълните често изхвърлят фрагменти от амфори и други керамични съдове. Северният край на залива, до къмпинг “Космос“, се нарича „Картал кой“ (Орловият залив). Там има рибарско пристанище. Зад южния плаж, на височината „Сърт яр“ и на нос Сиврибурун, има пръстеновидни насипи, изградени през XVIII в. от Османската империя които со служили за навигационни ориентири.
Северният и южният плаж са разделени от 1,2 km висок бряг с два ниски носа – Урсусбурун към северния плаж и Карталбурун („Буруна“) към южния. Името Карталбурун вероятно идва от гнездящи орли, а Урсусбурун („Нос на лошия късмет“) е свързан с трагичен инцидент през 1877 г., когато лодка с бежанци се преобърнала при опит за спасяване от кораба „Лейди Евелин“. Между двата носа са правени сонди сондира за откриване на природен газ. Добиваният газ временно е използван за производство на електроенергия чрез генератор с авиационен двигател тип „АИ“ от самолет Ан-12/Ил-18.
Дуранкулак се намира на крайбрежния международен път Е-87, на 100 km от Варна и около 60 km от Констанца. До Шабла са 18 km на юг, а до Мангалия – 16 km на север. Разстоянието до София по автомагистрала „Хемус“ е 560 km. От селото има път към гара Кардам (30 km), Генерал Тошево и Добрич (68 km). Съседни села са Ваклино (5 km юг), Стаевци (2 km запад), Граничар (2 km северозапад) и Вама веке (6 km североизток, Румъния).

## Климат
Близостта на Дуранкулак до Черно море и специфичните местни условия поддържат зимните средномесечни температури положителни (0,8–2 °C). През юли–август дневните стойности са около 26 °C, но рядко достигат 35 °C, а нощем – около 18 °C. Летните температури са по-ниски от вътрешността на страната (средно 22 °C). Морската вода през лятото е около 25 °C и се охлажда с 3–5 °C след продължителен южен вятър. Абсолютната влажност е ниска (70–75%), а годишните валежи са едва 450–500 mm поради валежната сянка на Карпатите, което прави климата по-облачен в сравнение с южните крайбрежни райони.
Снежната покривка се задържа единствено през януари – февруари. За този период са характерни навяванията на преспи в най-ниските части, когато по откритото поле отсъства снежна покривка.
През зимата преобладават западните, а в останалата част на годината – слабите до умерени североизточните ветрове (едва 7 – 8 m/s). Сред местните ветрове са характерните бризи изток – запад. Дълбочината на проникване на дневния бриз е едва десетина километра. Средната скорост на дневния бриз е 3 – 5 m/s, а на нощния (континентален) бриз – 2 – 3 m/s. Дуранкулашкият район се характеризира с малко мъгливи дни – едва 10 – 30 през годината. Те се проявяват през ранната есен и късната пролет.

## Дуранкулашко езеро и Дуранкулашко блато
На югоизток Дуранкулак граничи с Дуранкулашко езеро, а на 1,5 km североизток се намира Орлово блато („Карталийско“), свързани с мочурлива ивица успоредно на брега. Езерото е с площ над 4000 дка (3×2 km) и е едно от най-големите естествени в България. Има бъбрековидна форма, като на запад са разположени два острова – Големият остров (20 дка) и Малкият остров (5 дка). Големият остров е свързан със сушата с насип направен през 80-те години на XX в. Там се намира и извесното праисторическо селище с най-ранното каменно строителство в Европа.
Орловото блато е около 500 дка, по-малко от езерото, с открит воден център с диаметър до 800 m, заобиколен от тръстика. Двата водоема са в края на две сухи долини, които отвеждат подпочвени води от над 150 km². Пясъчната коса между езерото и морето действа като естествен бент, а при най-тесния участък (500 m) има шлюз за регулиране на водното ниво и предотвратяване на навлизане на морска вода.

## Етимология
Името му произлиза от турски и означава „стоящото ухо“ (от дуран-стоящ и колак-ухо), заради приликата с формата на Дуранкулашкото езеро. Друг вариант за произхода на наиминованието е, че названието „Дуранкулак“ по произход е доста древно за нашите сегашни разбирания. Произхожда от думата „тур“ (бълг.), Taurus (lat.), Taurian по името на изчезнал чифтокопитен бозайник прародител на опитомения бик. Почитта към това животно – Тур е засвидетелствана както в скулптурите из многото тракийски гробници, римски саркофази, намерени и по нашите земи, също така и като златни украшения във Варненския халколитен некропол и също намерени подобни артефакти на доста по-голяма територия, а също и във времевия диапазон. Втората част от името е била колак или кулак – зависи от диалекта в разговорния език. В много надписи от римско време и преди това са изписани само съгласните букви, каквато е била традицията, а гласните не са били изписвани. Кулак означава Юмрук на старобългарски и е доста по-старо название. Както е известно това опитомено впрегатно животно е доста по-едро от бика и е много агресивно и обикновено винаги живее до някакво езеро. Така в своята цялост същинското значение на „Дуранкулак“ в смислов превод е мястото, където прародителят на този бик е ударил с копито земята и се образувало езерото, в средата на което във вдлъбнатината на копитото се е образувал малкият остров, където има останки от живот съизмерими с варненския халколитен некропол. Или това е мястото, където е наречено, че ще има винаги живот, благоденствие и родова памет.
Румънската власт (1919 – 1940 г.) сменя имената, почти без изключение, на всички селища в окупираната Южна Добруджа, като името, дадено на Дуранкулак е Ръкари (в Румъния то не е сменено с официалното – историческо българско название). След възстановяването на българската държавност в района селото е прекръстено на Блатница по името на близко Дуранкулашко езеро. Така се именува през 50-те години на XX век. Името Дуранкулак е възвърнато през 1963 г. в памет на основното събитие, с което селото е известно – Дуранкулашкият бунт от 1900 г.

## История

### Древна история
Землището на Дуранкулак е населявано 90 века без прекъсване. Този факт отличава мястото като едно от редките в България, съпоставимо по археологическо значение с праисторическите селищата при Варна, София, Караново (Сливенско), Градешница (Врачанско), с. Телиш (Плевенско), Овчарово и Полюница (Търговишко) и други. Това явление говори за благоприятното съчетание на ценни за човешкия живот фактори, като здравословен микроклимат, постоянен и значителен дебит на прясна вода, плодородна почва, необикновено богатство на животински и растителни видове, лесно защитими от нападения територии (острови, блата и пр.). Вероятно Дуранкулашкото езеро е представлявало дълбок морски залив в периода, когато Черно море е било с около 4 метра по-високо ниво (вж. например Трифонов, 2003 – за произхода на Дуранкулашкото, Шабленското и Езерецкото езера). По тези причини всяка от последователно съществувалите цивилизации е била добре развита за своя исторически период. Откритите в района на Археологически комплекс Дуранкулак са богатство, част от което може да се види и в читалището на с. Дуранкулак, и Зеления център в гр. Шабла.
Най-известните археологически проучвания в района на с. Дуранкулак започват през 1974 г. под ръководството на проф. Хенриета Тодорова. Направените открития представят много нови познания относно праисторията и ранната история на тази част от Балканския полуостров.
Дуранкулак е комплексен археологически обект, където са представени върховите моменти от праисторията на Добруджа. Тук са проучени над 1200 праисторически погребения които, наред с некрополите от Девня и Варна, показват, че западните брегове на Черно море са били люлка на най-древната протоцивилизация в Европа. Находките от Големия остров и местността Нивата, където се намира и най-големият некропол в Европа, са по-стари дори от Варненския некропол. Съществуването на живот, на едно и също място, през различен хронологически етапи (от късния неолит до Ранното средновековие) е и причината мястото да е известно и като „Българската Троя“.
Край бреговете на езерото, на Големия остров и срещу него на брега на езерото в посока запад, е имало няколко селища, като това с най-ранната каменна архитектура в континентална Европа е на около 4500 г. пр.н.е. (енеолит). Това причислява цивилизацията развила се в тази част на Балканите сред най-древните в Европа.
На югозападния бряг на Дуранкулашкото езеро има землянки от първите земеделци на Добруджа (5100 – 4700 г. пр.н.е.), могилни погребения от протобронзовата епоха (3500 – 3400 г. пр.н.е.) и късноантичен сарматски некропол. Там са разположени и некрополите, оставени от хората, населявали Големия остров. На Големия остров в Дуранкулашкото езеро се намира енеолитна селищна могила (4700 – 4200 г. пр.н.е.), която е паметник на културата с национално значение. На южния склон на острова има укрепено селище от късната бронзова и началото на ранножелязната епоха (1300 – 1200 г. пр.н.е.).
Поселенията в района са с различен произход – от новокаменната епоха до Първата българска държава – Ранното средновековие. Последното от тях е било българско и е заникнало след края на Първото българска държава – края на X – началото на XI век. Тогава на Големия остров е било разположено укрепено прабългарско селище от IX – XI в. Част материалите от него са експонирани в музея на читалището в Дуранкулак. Сред интересните неща е фактът, че в селището е имало капище, чийто вход е бил зазидан, а в близост е изградена църква – т.е. селото е преживяло покръстването. Археологическите проучвания започват през 1974 год. и със спорадични прекъсвания продължават и до днес. Тук са открити редица ценни свидетелства, както за древните българи, така и за хората, живели на това място преди тях. Изключително важни са и находките, свързани с древната българска история. Така например още през 1978 г. Тук е открит прабългарски календар – рабош от периода VII – Х век (материали по въпроса се пазят в библиотеката на читалището в Дуранкулак).
Големия остров е селищна могила с дебели културни напластявания. На места дебелината на разкритите културени напластявания достигат до 3,50 метра. Днес върху цялата прощ на острова се виждат основите на праисторически сгради, изградени от каменни плочи (изключителен факт за тази толкова отдалечена епоха от преди 7000 – 6500 години). Къщите обикновено имат преддверие и 1 помещение с размери средно около 25 m². В центъра на Големия остров са разположени останките на огромен за епохата си дворец (над 250 m²).
На Големия остров, от южния бряг на 26 m навътре в скалния масив е изсечен древен пещерен храм на богинята Кибела (III – II в. пр. Хр.). Светилището е с два успоредни коридора, в дъното на един от тях има висок олтар. Срутване на свода е причината храмът да престане да съществува.

### Османско владичество и нова история
Дуранкулак има българско население от появата си. Сегашното село е продължение на постепенно изчезналото през втората половина на XIX век село Карталии, което се намирало недалеч – в низината непосредствено преди къмпинга на Дуранкулак, т.е. между Карталбурун и Орловото блато. Според различни местни данни, намиращи се на разположение в библиотеката на читалището, то е наброявало около 200 – 300 души. Както на повечето други места в Добруджа основната част от населението идва в първата половина на 19 век като изселници предимно от Източна Стара планина (основно Котелско, Ямболско, Карнобатско, Старозагорско) и по-малко от Одринска Тракия. Това е периодът на по-интензивно заселване на Добруджа от различни етноси, сред които на първо място са българите, следвани от турци (заселвани от имперското правителство от Мала Азия), гагаузи (прииждащи на север от района около Варна и по-на юг) и татари (прогонени от Приднестровието). Що се отнася до власите (румънците), до Първата световна война те съставляват най-малката част от заселниците, концентрирана в крайния север на Добруджа, т.е. делтата на Дунав. В Южна Добруджа румънско население – било то смесено с други етноси или формиращо самостоятелни села – не е съществувало до програмираното му заселване от румънските власти след 1919 г. (Исторически власи живеят далеч на запад – в северозападна, югозападна България и северна Гърция.)
Село Карталии нямало добра съдба. Блатото лятно време пресъхвало и се създавали условия за развитие на малария, разнасяна от огромната популация комари от блатото, като от тази почти нелечима навремето болест страдали повечето жители на Карталии. Освен това годна за пиене вода през лятото се черпела от един-единствен кладенец на половин километър на север. Поради трудните условия жителите постепенно се пръснали по околните села. Последните от тях основали сегашното село Дуранкулак на 3 километра по права линия в западна посока, след като изоставили село Карталии. На новото място около чифлика преди възникването на селото живеели само „няколко българи“ – ратаи. Към тях и преселниците от бившето село Карталии постепенно се присъединяват и изселници от други части на страната, прииждащи в Добруджа от вътрешността на страната по това време.
Вълните от български заселници в Добруджа от различни части на България продължават и след като жителите на бившото село Карталии създали ядрото на днешното село Дуранкулак. Дуранкулак се заселва по-интензивно поради наличието на плитки подпочвени води, езеро с риба, камъш (основен строителен материал, заместващ дървото в безлесна Добруджа) и т.н. Така Освобождението 1878 г. заварва Дуранкулак като най-голямото и развито село в района. По тази причина то се превръща в административен център на община. В състава ѝ били включени всички околни 12 на брой села (Карапча – сегашно Крапец, Караманлии – сегашно Ваклино, Саръмуса – сегашно Смин и т.н.). Дуранкулак продължава да е център на община и по време на румънската окупация 1919 – 1940 г., макар че в резултат на съпротивата на местните селяни срещу чуждата власт община Дуранкулак е разделена на две, като Дуранкулак е център на няколко от 12-те села, а в общински център на другите е превърнато село Караманлии (днес Ваклино). Дуранкулак престава да е общински център с обявяването на Шабла за такъв в края на 40-те години на ХХ век.
Най-известното събитие от историята на селото е Дуранкулашкият бунт с кулминация на 1 юни 1900 г., когато селяните от Дуранкулак се вдигат срещу въведения данък десятък от правителството на Тодор Иванчов от Либералната партия (радослависти). Тогава в близост до Дуранкулак се събират селяни от околните села. Причината не е точно изяснена (вероятно селянин е стрелял по офицер и го е убил), но конната част, изпратена наблизо, се впуска в атака. В бунтовете участват общо около 1800 селяни от Дуранкулак, Шабла и околните села. Жертвите са около 40 (никой от тях не е от Дуранкулак). Според Свинтила, жертвите наброяват 4000. Това не може да е достоверно сведение от историографска гледна точка по редица причини, като например несъответстващо ниската обща численост на населението от тези села по онова време в сравнение с посочения брой жертви (виж статистическите данни на Царство България) и т.н. Подобни бунтове протичат и на други места в България през периода 1899 – 1900 г., макар никъде да не са толкова интензивни, като в Дуранкулак-Шабла.
При избухването на Балканската война в 1912 година 1 човек от селото е доброволец в Македоно-одринското опълчение.
Дуранкулак е сред окупираните от Румъния български селища в периода 1913 – 1915 година (резултат от Междусъюзническата война) и още веднъж в периода 1919 – 1940 г. (резултат от Ньойския договор), както почти цялата територия на Добруджа чак до нос Екрене (морският фар между северния край на курорта „Златни пясъци“ и с. Кранево). Окупацията с всички последици от нея (например заселването от румънското правителство на румънци в Добруджа и оземляването им с отнета една трета част от поземлената собственост на българите – т.нар. на румънски система triime, „третина“) продължава до подписването на Крайовската спогодба на 7 септември 1940 г., с която Южна Добруджа отново е българска.
Въпреки окупацията жителите на общината успяват да наложат българина Борис Стефанов като румънски народен представител на изборите през 1922 г. Селяните от Дуранкулак организират отпор на репресивните мерки на окупационните власти (система от забрани срещу българското население, принудителното депортиране на няколко десетки хиляди мъже българи в делтата на Дунав за периоди от няколко години, секвестирането на имущество и т.н.). Местната структура (създадена през 1929 г.) и ръководство на Добруджанската революционна организация (ДРО) се оглавява от Желю Димов (кмет на цялата община), Тодор Ялнъзов (помощник-кмет). В нея вземат активно участие Колю Иванов, Филип Карастаматов и други. Акциите включват и въоръжена съпротива, смазана с помощта на английски кавалерийски полк. (Документи по този въпрос се съхраняват в различни архивни фондове. Особено достъпни са историческите записки на разположение в читалищната библиотека на Дуранкулак, както и източници в интернет.)
Освен връщането в отечеството 1940 г. бележи и друг момент в историята на Дуранкулак и повечето добруджански села. По силата на Крайовската спогодба, подкрепена едновременно и от Тристранния пакт, и от Съюзниците, от румънска Северна Добруджа (която е в пределите на Румъния от 1879 г. в резултат на прочутия Берлински конгрес 1878 г., като компенсация за руската анексия на румънска Молдова) още в същата 1940 г. от румънска Северна Добруджа веднага са изселени почти всички българи (ок. 65 000 души), живеещи там от столетия. Т.нар. „преселци“ идват на територията на българската държава само с това, което са можели да носят със себе си и със своите стада. По принуда те са оземлени със земята, отнета преди това от другите българи в полза на румънските заселници (техните действителни имоти, останали в Северна Добруджа остават като „компенсация“ на румънските поземлени имоти, създадени в Южна Добруджа) на базата на отнетата една трета собственост на завареното българско население. Значителна спрямо размера на селото група „преселци“ (днес съставляваща почти половината от селото) се установява в Дуранкулак (повечето в създадената тогава „преселска махала“, намираща се на юг под центъра край международния път, която е добре оформена като относително обособена сателитна градоустройствена единица и има размерите приблизително на половината от завареното селище – добре очертана на сателитните снимки на Дуранкулак под централната част). Повечето от преселците идват от село Нунташи близо до делтата на р. Дунав в днешна Румъния.
През октомври 1948 г. е създадено местното ТКЗС от властта на БКП. От самото начало ТКЗС – Дуранкулак има значителен брой кооператори (84, предимно преселци) – факт, който се дължи до голяма степен на ограниченията в поземлената собственост като последица от преселването на голяма група българи след Крайовската спогодба. Стопанството е известно с производствените си постижения в периода до 1989 г., било е толерирано и награждавано от социалистическата държава. Макар основа да е било зърнопроизводството, в него място са имали животновъдството (свинекомплекс, краварници) и зеленчукопроизводството. След 1989 г. се изгражда Кооперация с участие на местни жители, която запазва част от някогашното АПК. Кооперацията е специализирана единствено в зърнопроизводството. Успоредно с нея има частни фирми, които обработват под аренда по няколко хиляди декара земя. Животновъдството през последното десетилетие е западнало, а зеленчукопроизводството е в индивидуални форми – преди всичко производство на пипер.
Дял в историята и икономиката на Дуранкулак има известният ГКПП Дуранкулак на границата с Румъния, открит на 1 май 1967 г. От румънска страна пунктът е наречен Вама веке по името на последното румънско село преди границата (на румънски език названието на това село означава „Старата митница“, остатъчно название, което да напомня за някогашната „нова“ митница на румънците по време на окупацията 1919 – 1940 г., намирала се дълбоко в българските земи чак при с. Кранево).
В днешно време е налице е преориентация в селото към пазарното стопанство. Създадени са 3 частни земеделски фирми, една от които е кооперация. Целият Малък остров, рибарската хижа (сега ресторант „Златна рибка“) и ловната хижа на брега на езерото са приватизирани в началото на 90-те години на ХХ век. В днешно време реституираните селскостопански земи в близост до плажовете и езерото са обект на активно изкупуване, както и имоти в селото. В селото са открити над 10 търговски обекта – няколко магазина за хранителни стоки, заведения за хранене, 3 магазина за строителни материали, като на път да бъдат отворени са и още. Към това трябва да се добавят и 2 заведения и 2 туристически обекта в непосредствените околности на Дуранкулак.

## Население
Преброяване на населението през 2011 г.
Численост и дял на етническите групи според преброяването на населението през 2011 г.:
|                     | Численост | Дял (в %) |
| Общо                | 415       | 100,00    |
| Българи             | 390       | 93,97     |
| Турци               | 0         | 0,00      |
| Цигани              | 11        | 2,65      |
| Други               | 3         | 0,00      |
| Не се самоопределят | 0         | 0,00      |
| Неотговорили        | 10        | 2,40      |

## Стопански и културни забележителности
Големият остров в Дуранкулашкото езеро е археологически обект със световна известност и с право се нарича Перлата на Българската праистория. Тук е открита най-ранната каменна архитектура в Континентална Европа.
В икономическо отношение Дуранкулак е най-значимият зърнопроизводителен център между Шабла и границата с Румъния, тук е и граничният пункт със северната ни съседка със специфичните търговски и други дейности, необходими за първо/последно селище на българска територия на основна европейска магистрала.
В землището на Дуранкулак са най-големите плажове на север от Шабла и свързани с тях известни природозащитни и научни обекти.
Селото има поща, здравна служба с доктор и ветеринарна служба.
Дуранкулак е единственото село в Шабленско, в което има бензиностанция – на международния път, собственост на „Бенита".
На 1,5 km на северозапад от Дуранкулак, отляво, успоредно на пътя към съседното с. Граничар, има импровизирано полско летище за селскостопански и леки самолети. Почвата на неговата „писта“ е трамбована от селскостопанските самолети и никога не обраства по причина на това, че е системно заливана с химикалите, разпръсквани от въздуха.
В блатото са изградени рибарници с една от най-големите площи на Балканския полуостров, които не функционират.
На черноморския бряг между северния и южния плаж през 60-те години на ХХ век е построен къмпинг „Космос“, посещаван изключително от туристи от тогавашна Чехословакия, включително организирани от чехословашки предприятия. Бунгалата са чехословашка изработка, импрегнирани с класическата смола, използвана за запазване на дървените подпори в мините. Къмпингът предлага нощувки и има ресторант с тераса към морския бряг.
До къмпинга се развива учебно-възстановителен комплекс на ЦАПК „Прогрес“ (вносители на компютърна техника „Dell“), където също се предлага ограничен брой квартири и има малък ресторант.
На северния бряг на Дуранкулашко езеро има рибарска хижа, превърната в днешно време в комплекс „Златната рибка“ – Дуранкулак, известен в целия район с рибното си меню. Комплексът напоследък изгради няколко луксозни квартири в непосредствена близост до ресторанта – двуетажни дървени къщи, включително т.нар. американска „кедрова къща“.
До брега на езерото преди селото срещу Големия остров (2 km южно от селото) има ловна хижа с построен ресторант и ограничен брой добре оборудвани стаи със самостоятелен санитарен възел, които могат да се наемат.
Частни домове в селото също предлагат квартири.
Селото и сега е естественият образователен център на района на север от Шабла със своето основно училище (районна прогимназия) „Св. Климент Охридски“, което обслужва всички околни села.
Върху цялата територия на Големия остров в Дуранкулашкото езеро е разположен първият праисторически музей на открито в България. Изградена е околовръстна пътека с разклонения, като по този начин може да се посетят консервираните археологически открития от праисторическата епоха, в т.ч. храмът на богинята Кибела и „дворецът“.
Дуранкулак е основният културен център на района на север от Шабла и с такива обекти като читалище, библиотека, галерия, две музейни сбирки и два мемориални комплекса.
Читалището е разположено в удобна съвременна сграда с голям оборудван салон с 305 места и по-малка зала за събрания за 50 – 75 души. То разполага с музейна сбирка с 2 отдела: първият от тях е археология (посветена на уникалните археологически открития от различни исторически периоди на Големия остров, некропола от 5 хилядолетие пр.н.е. и други находки от околността), а вторият – посветен на събитията, свързани с известния бунт от 1900 г. В читалището има и малка картинна галерия с картини върху историческите събития, свързани с Дуранкулак, повечето от които от художника Борис Данков. Библиотеката на читалището е богата – съдържа 15 000 тома от много области на литературата, науката и обществения живот и се обновява непрекъснато, все по-често с дарени книги.
Пред читалището на централния площад на селото се намира мемориалният комплекс и монументалната скулптура „Въстаналият селянин“ (1970 г.), посветени на прочутия селски бунт и последвалите събития през 1900 г.: исполинска бронзова фигура на бос селянин, който с вдигнати юмруци пази гранитен сноп жито (скулптор Асен Попов).
На могила край селото в западна посока има мемориал „Възпоменание на героя“ (съдържащ имената на жертвите) със статуя „Чакащата жена“ (1980 г.), посветена на бунта на добруджанските селяни от Дуранкулак и Шабла през 1900 година. Това е най-високата точка в околността, от която се разкрива най-пълната гледка към селото, езерото и прилежащите му територии. На това място е бил сблъсъкът между армейски части, пратени от правителството и селяните, където са дадени най-много жертви (вж. по-горе в историографската справка).
На север до центъра на селото се намира и църквата „Свети Архангел Михаил“. През 1908 г. се прави проект за храм, който не е осъществен, поради което селяните са ходили на черква в съседните села и по-специално в село Стаевци, в храма „Св. Николай“, построен по време на османската власт (вероятно 1845 г.). През 1943 година е изготвен нов проект за черквата в Дуранкулак, който е реализиран през 1947 година. Новият храм е осветен от Варненския и Преславски митрополит Йосиф. Днес черквата е ремонтирана и е активен център на религиозния живот на селото.

## Природни забележителности
Езерото, блатото и заблатената долина до с. Ваклино, както и двата плажа от границата с Румъния до с. Крапец с целия им хинтерланд с обща площ 3355,9 ха са обявени за защитена територия – Рамсарски обект № 293, обявен на 28/11/1984 г.
Дуранкулашко езеро заедно с Шабленско-Езерецкото езеро е единствения крайбрежен лиман по българското Черноморие със запазен естествен характер. Около южните брегове на езерото се намират останки от някогашни първични степи, един от най-редките видове екосистеми в България. В района на езерото се срещат 5 ендемични растения за Балканския полуостров и други 27 вида с важна международна и национална консервационна значимост.
Тази територия – влажна зона (територия по Рамсарската конвенция) – е в оста на пътя на сезонна миграция на птиците „Виа Понтика“, с което тя е от национално, общоевропейско и световно значение и е обект на засилен научен интерес и международна юридическа защита. Затова въпросната територия утвърждава своя защитен статут чрез други документи и нормативни действия от национален и международен характер с по-късна дата, поради значението си за опазване на редки и застрашени растителни, пернати и животински видове. Бракониерството, черпенето на вода за поливане, плановете за развитие на курорти в непосредствена близост, както и плановете за изграждане на ветрогенератори, които умъртвяват птиците, са сериозна заплаха за защитения район.
Дуранкулашко езеро и близките Шабленски езера формират заедно най-многочисленото съвременно зимовище на застрашената от изчезване в световен мащаб червеногуша гъска. Най-голямо е значението на мястото за опазване на птичата фауна като зимуващите популации на 4 вида водолюбиви птици (малък корморан – Halietor pygmeus, голяма белочела гъска – Anser albifrons, сива гъска – Anser anser и червеногуша гъска – Branta ruficollis). Тези птици имат главна заслуга за международното признание на влажната зона като Рамсарски обект.
Природният комплекс осигурява благоприятни условия за хранене и почивка на редица прелетни видове птици. Обекта е с международно значение за 3 гнездящи вида птици – малък воден бик (Ixobrychus minutus), морски дъждосвирец (Charadrius alexandrinus) и черночела сврачка (Lanius minor), както и от особена важност в национален мащаб за гнезденето на белооката потапница (Aythya nyroca), немия лебед (Cygnus olor), тръстиковия блатар (Circus aeruginosus), турилика (Burhinus oedicnemus), дебелоклюната чучулига (Melanocorypha calandra) и индийското шаварче (Acrocephalus agricola). Езерото има сериозен потенциал за съхраняването на дивия шаран (Cyprinus carpio), а пясъчните дюни са убежище на многочислена и стабилна популация на сирийската чесновница (Pelobates syriacus). Степните местообитания около езерото са важни за опазването на пъстрия пор (Vormela peregusna), нютоновия хомяк (Mesocricetus newtoni) и лалугера (Spermophilus citellus).
Мястото е широко известно в страната и особено в чужбина, вкл. на множество международни организации, занимаващи се с наблюдение и изучаване на птиците и/или опазване на дивата природа. Все повече местни, както и известни международни екологични организации проявяват различни претенции за защита или изследване на районите около езерото. Значима част от югоизточното землище на Дуранкулак (основно около езерото, блатото и двата плажа) попада в „Натура 2000“ (код BG0001005). Езерото е единственото в България доказано находище на див шаран.
Езерото Дуранкулак е част от ОВМ (BG050) от значение за редица застрашени видове по време на гнездене, миграция и зимуване. То е едно от двете места в България (заедно със съседното Шабленско езеро), където зимува почти цялата световна популация на застрашената от изчезване червеногуша гъска. Дуранкулашкото езеро е с международно значение за опазването на малкия воден бик, както и от особена важност в национален мащаб за гнездането на белооката потапница, немия лебед, тръстиковия блатар, индийското шаварче. Тук зимуват популациите на три вида водолюбиви птици – голяма белочела гъска, червеногуша гъска и зеленоглава патица, има големи популации на малък корморан и розов пеликан.
Международните организации за изучаване на птиците са финансирали различни обекти в околността и продължават тази своя дейност. Така например край езерото на около 1,2 km на изток от ресторанта „Златната рибка“ по посока на морето е построена кула за наблюдение на стотиците видове птици, които гнездят край бреговете му. На международния път край селото и езерото те имат и двуетажна база.
Като рамсарска територия дуранкулашко (езерото, блетото, плажовете) е включено през 1993 г. в списъка „Монтрьо“ на Рамсарската конвенция като застрашен обект поради силната ловна преса и нарушения воден баланс.
В това отношение Дуранкулашкото езеро е от еднаква степен на максимална значимост с резервата Сребърна край Силистра. Само тези две места и бургаските езера са обявени за влажни зони от България с глобална значимост (останалите български влажни зони имат по-ниския континентален или републикански ранг на значимост).

## Редовни събития
Ежегодно се провежда събор на селото на 1 юни – възпоминание на датата, на която е кървавата кулминация на дуранкулашките бунтове (1 юни 1900 г.).
Всяка година през месец август се провежда „Седмица на морето“.
През месеците август и септември на Големия остров се провеждат редовни археологически проучвания.

## Кухня
Дуранкулак е известен със своя вид Рибена чорба по местна рецепта, в която основните продукти са няколко вида риба, уловена във водите на Дуранкулашкото езеро, а подправките за нея и „саламуриката“ – редки за Добруджа билки от дерето в селото и специален сорт местен „пипер“ (чушки). Тя не е бистра, като „Гръцка“, „Дунавска“ и други, а по-гъста и с по-наситен вкус.
Дуранкулак е прочут и със своя хляб.